# مینی یاکوبسن
مینی یاکوبسن (انگلیسی: Mini Jakobsen؛ زادهٔ ۸ نوامبر ۱۹۶۵) یک بازیکن فوتبال اهل نروژ است. وی همچنین در تیم ملی فوتبال نروژ بازی کرده‌است.